# 異種姦
異種姦（いしゅかん）とは、フィクションにおける性的行為のひとつである。
現実でもありうる「獣姦」の対象範囲をさらに広めたもので、大まかに言うならば種族の異なる生物同士（異種間）の性行為（異種交配）というシチュエーションである。
ただし、異種姦の細かい定義についてはあまり議論されておらず、例えば人と同じ姿の異星人との組み合わせ（『スタートレック』シリーズのスポックなど）や、現在は絶滅してしまっているがホモ・サピエンスとは異なる種の人類（ネアンデルタール人など）との組み合わせ、有機・無機類との組み合わせは、この定義に当てはまるのかは不明である。